# Mink (máy in)
Mink là một công ty in 3D có trụ sở tại New York. Công ty tạo ra một máy in 3D cho phép người dùng chọn bất kỳ màu nào và in nó thành một cây phấn mắt.
Mink được thành lập bởi Grace Choi tốt nghiệp Harvard và ra mắt tại hội nghị Disrupt của TechCrunch vào tháng 5 năm 2014. Máy in kết hợp mực với nhiều chất nền để "tạo ra bất kỳ loại trang điểm nào, từ bột đến kem hay son môi", theo Choi. Tất cả mực được sử dụng bởi Mink đều được FDA chấp thuận.
Máy in ban đầu được ước tính bán lẻ với giá 300 đô la.